# Brehna
Brehna is een plaats en voormalige gemeente in de Duitse deelstaat Saksen-Anhalt, gelegen in de Landkreis Anhalt-Bitterfeld. De plaats telt 2.956 inwoners (31 december 2006).